# Международный день в поддержку жертв пыток
Международный день в поддержку жертв пыток (на других официальных языках ООН: англ. International Day in Support of Victims of Torture, араб. اليوم العالمي للأمم المتحدة لمساندة ضحايا التعذيب, ‎исп. Día Internacional de las Naciones Unidas en Apoyo de las Víctimas de la Tortura, кит. 支持酷刑受害者國際日, фр. Journée internationale des Nations unies pour le soutien aux victimes de la torture
) — отмечается 26 июня, провозглашён Генеральной Ассамблеей ООН 12 декабря 1997 года в специальной резолюции ООН (№ 52/149). 
Как сказано в резолюции ООН, этот международный день направлен на полное искоренение пыток и обеспечение эффективности «Конвенции против пыток и других жестоких, бесчеловечных или унижающих достоинство видов обращения и наказания» 1984 года.
В своём послании 2006 года по поводу этого Международного дня Генеральный секретарь ООН отмечает, что пытки продолжаются несмотря на их давний безусловный запрет. Он призывает все государства ратифицировать Конвенцию против пыток и Факультативный протокол к ней. В послании говорится о роли Добровольного фонда Организации Объединённых Наций для жертв пыток, двадцатипятилетие которого отмечается в 2006 году, в оказании помощи жертвам пыток и их семьям.